# Przedmieście Bliższe
Przedmieście Bliższe – wieś sołecka w Polsce położona w województwie mazowieckim, w powiecie lipskim, w gminie Solec nad Wisłą.
| SIMC    | Nazwa     | Rodzaj    |
| ------- | --------- | --------- |
| 0637743 | Na Błoniu | część wsi |

W latach 1975–1998 miejscowość administracyjnie należała do województwa radomskiego.
Wierni Kościoła rzymskokatolickiego należą do parafii Wniebowzięcia Najświętszej Maryi Panny w Solcu nad Wisłą.

## Galeria

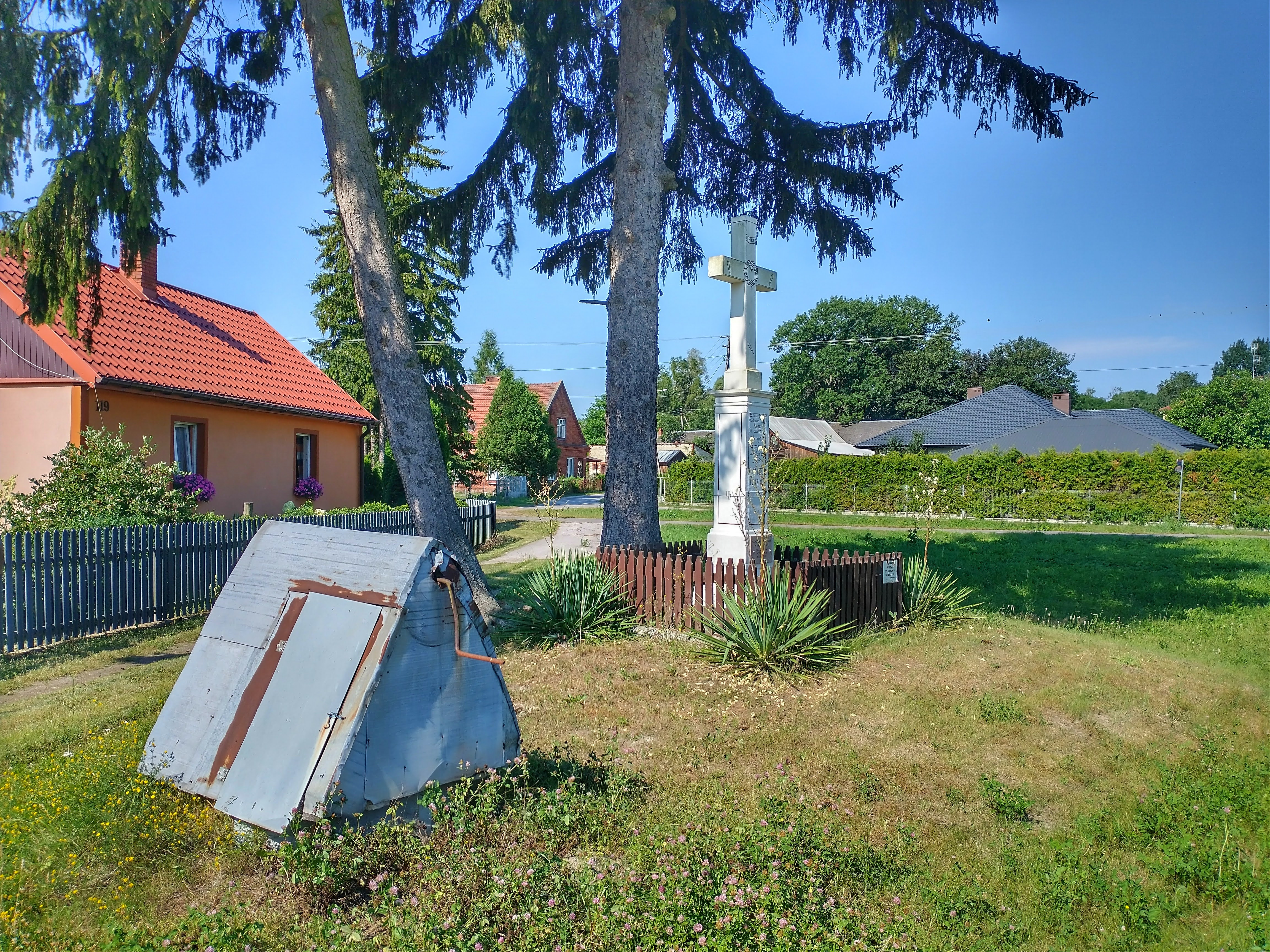
Centrum wsi
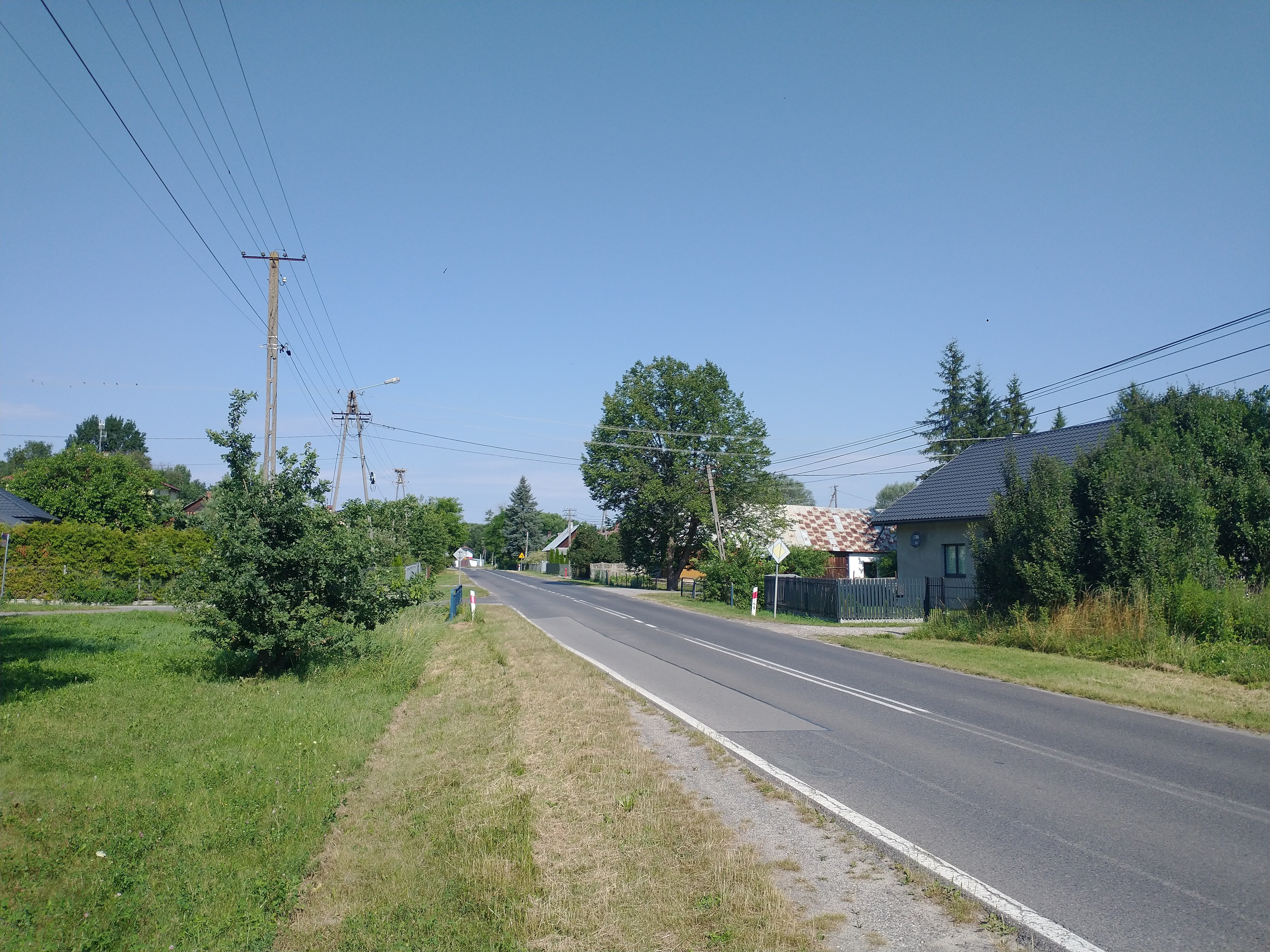
Widok ogólny miejscowości